# داستان‌های کوماموتو
داستان‌های کوماموتو (ژاپنی: 熊本物語, Kumamoto monogatari) (انگلیسی: Kumamoto Stories) فیلمی آنتولوژی در سبک تاریخی به کارگردانی تاکاشی میکه است که در سال ۲۰۰۲ روی دی‌وی‌دی منتشر شد. این اثر که متشکل از سه قسمت است، با هدف آموزش کودکان در مورد تاریخ و فولکلور جزیره کیوشو با سفارش دولت استان کوماموتو واقع در این جزیره ساخته شد.